# Giovanni Antonio I di Eggenberg
Giovanni Antonio I di Eggenberg, II principe di Eggenberg, noto anche come Giovanni II (Vienna, 5 febbraio 1610 – Lubiana, 12 febbraio 1649), fu principe di Eggenberg dal 1634 fino alla sua morte.
Fu inoltre duca di Krumlov e conte principesco di Gradisca.

## Biografia

### I primi anni
Giovanni Antonio nacque a Vienna nel 1610, figlio primogenito Giovanni Ulrico di Eggenberg, I principe di Eggenberg, e di sua moglie, la nobildonna Maria Sidonia von Thannhausen.
Negli anni della sua gioventù studiò al collegio dei gesuiti di Graz e, dopo aver completato i suoi studi all'età di 17 anni, intraprese un grand tour in Europa. Tornò alla tenuta di famiglia in Stiria solo nel 1632, alla morte di suo padre. Ebbe fama di uomo colto con un notevole talento linguistico e, seguendo l'esempio di suo padre, intraprese la carriera politica.

### La carriera
Nel 1634, dopo la morte di suo padre, Giovanni Antonio gli succedette come principe di Eggenberg. L'anno successivo divenne governatore della Carniola e nel 1637, l'imperatore Ferdinando III lo nominò membro del suo consiglio segreto, conferendogli anche il cavalierato dell'Ordine del Toson d'oro. Per quanto Giovanni Antonio e Ferdinando III si conoscessero bene, fossero cresciuti quasi insieme e fossero ottimi amici, il principe di Eggenberg non aveva ereditato l'ambizione politica di suo padre e si limitò per il resto della sua carriera ad utilizzare la sua amicizia e la sua influenza politica per i fini della sua casata.
L'anno successivo venne incaricato di dirigere una missione diplomatica speciale presso papa Urbano VIII per annunciargli l'elezione di Ferdinando III a re dei Romani e come futuro imperatore. L'obbiettivo reale però di questa missione era quello di cercare di far spostare la politica papale dalla Francia al Sacro Romano Impero, cosa a cui in particolare il Barberini si era sempre dimostrato particolarmente riluttante. Giovanni Antonio, quindi, come rappresentante dell'imperatore e della sua potenza come sovrano del Sacro Romano Impero, pensò di fare ogni sforzo per impressionare la corte di Roma e consentire un felice cambiamento delle alleanze: fece realizzare per quest'occasione una splendida carrozza d'oro di rappresentanza che ancora oggi è conservata al castello di Český Krumlov. Malgrado lo sfarzo del corteo di 30 carrozze che giunse a Roma, i doni portati e le stravaganze di questa missione diplomatica, Urbano VIII rimase cortesemente inamovibile sulle sue posizioni.
Come suo padre, Giovanni Antonio fece ogni sforzo per espandere le proprie proprietà acquistando dei terreni nella Boemia meridionale per ricollegarli al ducato di Krumlov che il suo augusto genitore aveva acquistato. Nel 1647 ottenne dall'imperatore anche il titolo di conte principesco di Gradisca, un territorio comprendente un totale di 17 villaggi nell'attuale regione italiana del Friuli. La cittadina di Gradisca, anche se economicamente era di poca importanza, in realtà era posta in una posizione strategica nei territori dell'impero e in più gli consentiva di sedere nel Reichstag imperiale, che era stato uno dei suoi grandi obbiettivi nella vita per potersi finalmente sentire alla pari con gli altri principi tedeschi.
Morì improvvisamente due anni dopo, il 19 febbraio 1649, a Lubiana, all'età di soli 39 anni. Venne sepolto nella Mariahilferkirche di Graz il 13 aprile di quello stesso anno.

### La problematica dell'eredità

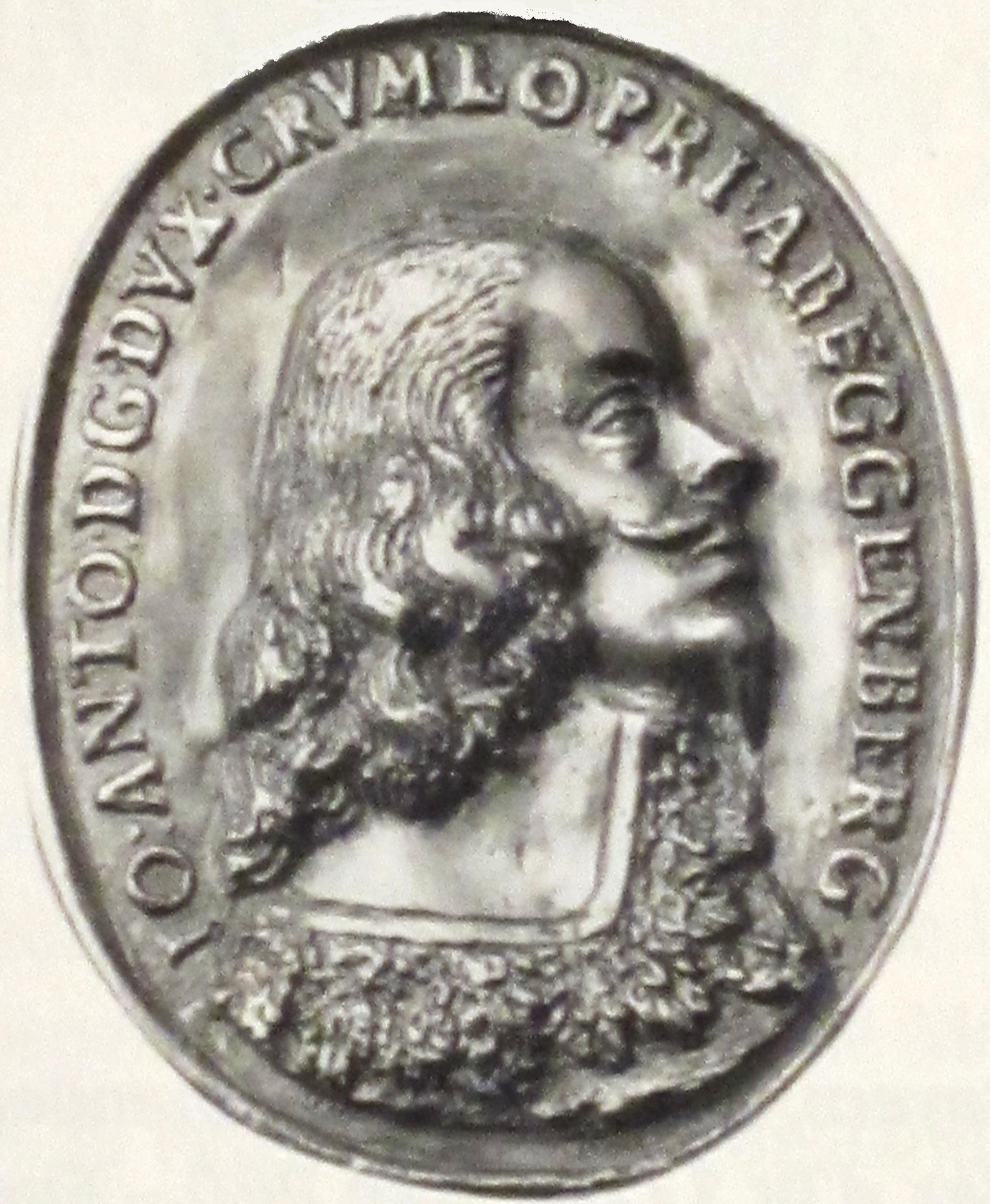
Giovanni Antonio I di Eggenberg in una medaglia commemorativa

Alla morte di Giovanni Antonio I il patrimonio dei principi di Eggenberg era di notevole consistenza e lo stesso principe aveva fatto di tutto perché esso venisse mantenuto inalterato anche dopo la sua morte per preservare alla sua casata integri tutti i propri possedimenti. Già poco dopo l'acquisizione della contea principesca di Gradisca, infatti, egli fece personalmente la domanda all'imperatore per ottenere un maggiorasco su di essa, ovvero legarla esclusivamente ai primogeniti della sua casata. L'imperatore autorizzò tale concessione con decreto del 10 aprile 1647.
Dopo la sua morte, ad ogni modo, si venne a sapere che al di la del decreto imperiale non erano state eseguite completamente tutte le procedure per l'istituzione di una primogenitura e per di più che sarebbe stato necessario stabilire tale fidecommesso anche tramite testamento dello stesso principe. Data la giovane età dei suoi figli, di nove e cinque anni, inizialmente il patrimonio venne gestito dalla loro madre e dal padre di questa, il margravio Cristiano di Brandeburgo-Bayreuth nonché dal cugino di suo marito, Wolfgang il vecchio von Stubenberg (1600-1668).
Tuttavia, dopo il raggiungimento della maggiore età dei due figli nel 1664 vi furono delle contese in quanto il più giovane di loro, Giovanni Sigfrido, col sostegno esplicito della madre e contro la volontà espressa dal padre, si espresse a favore di una distribuzione eguale dei beni della casata. Nonostante gli sforzi di più parti, nel 1665 i due fratelli sottoscrissero un accordo per dividersi le proprietà della loro casata, con Giovanni Cristiano che ottenne le terre in Boemia e Giovanni Sigfrido quelle in Stiria e Carniola. Il titolo principesco, ad ogni modo, continuò ad essere assegnato per primogenitura e quindi spettò di diritto a Giovanni Cristiano il quale però, non avendo avuto eredi, alla sua morte venne succeduto da suo fratello Giovanni Sigfrido che riunì così i beni della casata.

## Matrimonio e figli
Nel 1639 sposò Anna Maria di Brandeburgo-Bayreuth, figlia del margravio Cristiano di Brandeburgo-Bayreuth e di sua moglie, Maria di Hohenzollern. La sposa, di fede protestante, si convertì prima del matrimonio, ma non mancarono alcune contestazioni. Giovanni Antonio infatti, non solo era cattolico, ma proveniva da una famiglia originariamente non nobile pur avendo il vantaggio di essere di bella presenza, molto ricco e collegato strettamente con la corte imperiale di Vienna. Questo probabilmente ha compensato gli svantaggi. Dalla coppia nacquero:
- Maria Elisabetta (1640-1715), che sposò il 7 febbraio il principe Ferdinando Giuseppe di Dietrichstein (1636-1698)
- Giovanni Cristiano (1641-1710), che sposò il 21 febbraio 1666 la principessa Maria Ernestina di Schwarzenberg (1649-1719)
- Maria Francesca (nata e morta nel 1643)
- Giovanni Sigifredo (1644-1713), che sposò l'11 luglio 1666 la principessa Eleonora di Liechtenstein (1647-1703)

## Albero genealogico
|                                                           |                               |                                | Genitori                      |  |  | Nonni |  |  | Bisnonni              |  |  | Trisnonni                          |  |
|                                                           |                               |                                |                               |  |  |       |  |  | Wolfgang di Eggenberg |  |  | Balthasar Eckenberger zu Eggenberg |  |
|                                                           |                               |                                |                               |  |  |       |  |  | Wolfgang di Eggenberg |  |  | Balthasar Eckenberger zu Eggenberg |  |
|                                                           |                               | Barbara von Pain               |                               |  |  |       |  |  | Wolfgang di Eggenberg |  |  |                                    |  |
| Sigfrido di Eggenberg, signore di Erbersdorf              |                               |                                |                               |  |  |       |  |  | Wolfgang di Eggenberg |  |  |                                    |  |
|                                                           |                               | Ursula Sibylla Panichar        | …                             |  |  |       |  |  |                       |  |  |                                    |  |
|                                                           |                               | Ursula Sibylla Panichar        | …                             |  |  |       |  |  |                       |  |  |                                    |  |
|                                                           |                               | Ursula Sibylla Panichar        | …                             |  |  |       |  |  |                       |  |  |                                    |  |
| Giovanni Ulrico di Eggenberg, I principe di Eggenberg     |                               | Ursula Sibylla Panichar        |                               |  |  |       |  |  |                       |  |  |                                    |  |
|                                                           |                               | Sigmund Galler von Schwanberg  | Georg Galler von Schwamberg   |  |  |       |  |  |                       |  |  |                                    |  |
|                                                           |                               | Sigmund Galler von Schwanberg  | Georg Galler von Schwamberg   |  |  |       |  |  |                       |  |  |                                    |  |
|                                                           |                               | Sigmund Galler von Schwanberg  | Margarethe Geymann            |  |  |       |  |  |                       |  |  |                                    |  |
| Anna Benigna Galler von Schwanberg                        |                               | Sigmund Galler von Schwanberg  |                               |  |  |       |  |  |                       |  |  |                                    |  |
|                                                           |                               | Anna von Herberstein           | Georg III von Herberstein     |  |  |       |  |  |                       |  |  |                                    |  |
|                                                           |                               | Anna von Herberstein           | Georg III von Herberstein     |  |  |       |  |  |                       |  |  |                                    |  |
|                                                           |                               | Anna von Herberstein           | Margaretha von Rottal         |  |  |       |  |  |                       |  |  |                                    |  |
| Giovanni Antonio I di Eggenberg, II principe di Eggenberg |                               | Anna von Herberstein           |                               |  |  |       |  |  |                       |  |  |                                    |  |
|                                                           | Balthasar III von Thannhausen | Balthasar II von Thannhausen   |                               |  |  |       |  |  |                       |  |  |                                    |  |
|                                                           | Balthasar III von Thannhausen | Balthasar II von Thannhausen   |                               |  |  |       |  |  |                       |  |  |                                    |  |
|                                                           | Balthasar III von Thannhausen | Emerenziana Tänzl von Trazberg |                               |  |  |       |  |  |                       |  |  |                                    |  |
| Konrad von Thannhausen                                    | Balthasar III von Thannhausen |                                |                               |  |  |       |  |  |                       |  |  |                                    |  |
|                                                           |                               | Euphrosyna von Apffenthal      | …                             |  |  |       |  |  |                       |  |  |                                    |  |
|                                                           |                               | Euphrosyna von Apffenthal      | …                             |  |  |       |  |  |                       |  |  |                                    |  |
|                                                           |                               | Euphrosyna von Apffenthal      | …                             |  |  |       |  |  |                       |  |  |                                    |  |
| Maria Sidonia von Thannhausen                             |                               | Euphrosyna von Apffenthal      |                               |  |  |       |  |  |                       |  |  |                                    |  |
|                                                           |                               | Johann von Teuffenbach         | Bernhard von Teuffenbach      |  |  |       |  |  |                       |  |  |                                    |  |
|                                                           |                               | Johann von Teuffenbach         | Bernhard von Teuffenbach      |  |  |       |  |  |                       |  |  |                                    |  |
|                                                           |                               | Johann von Teuffenbach         | Dorothea Stadler              |  |  |       |  |  |                       |  |  |                                    |  |
| Barbara Dorothea von Teuffenbach                          |                               | Johann von Teuffenbach         |                               |  |  |       |  |  |                       |  |  |                                    |  |
|                                                           |                               | Marta von Windisch-Graetz      | Siegfried von Windisch-Graetz |  |  |       |  |  |                       |  |  |                                    |  |
|                                                           |                               | Marta von Windisch-Graetz      | Siegfried von Windisch-Graetz |  |  |       |  |  |                       |  |  |                                    |  |
|                                                           |                               | Marta von Windisch-Graetz      | Afra von Grasswein            |  |  |       |  |  |                       |  |  |                                    |  |
|                                                           |                               | Marta von Windisch-Graetz      |                               |  |  |       |  |  |                       |  |  |                                    |  |